# Watervliet (België)
Watervliet is een dorp in de Belgische provincie Oost-Vlaanderen en een deelgemeente van de gemeente Sint-Laureins, het was een zelfstandige gemeente tot aan de gemeentelijke herindeling van 1977.
Watervliet maakt deel uit van het Meetjesland en ligt tegen de Nederlandse grens.   Hier liggen de Jeronimuspolder, Sint-Annapolder, Sint-Barbarapolder, Jonkvrouwpolder en de Sint-Christoffelpolder.

## Geschiedenis

### Het vroegere Watervliet
Watervliet werd vanaf 1197 beheerd door de heren Van Praet uit Brugge. In 1287 verdween het dorp onder water. Meer dan 200 jaar bleef het een verdwenen dorp.

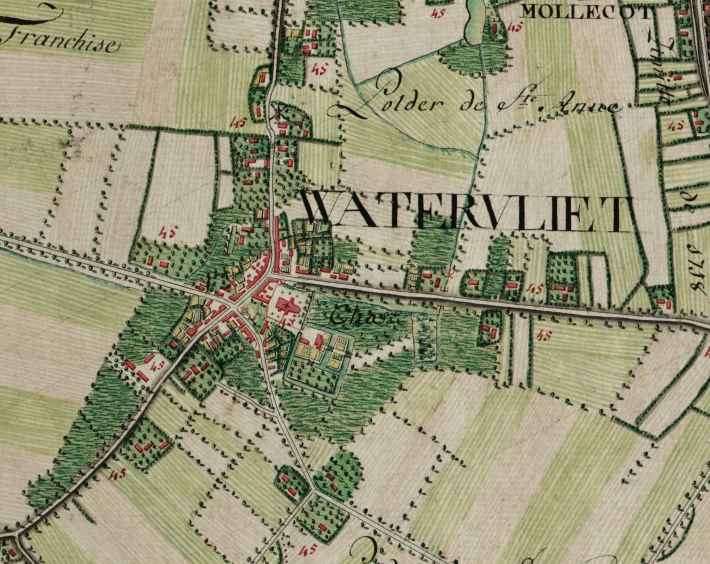
Watervliet tussen 1771 en 1778

### Het hedendaagse Watervliet
In 1497 werd het land opnieuw ingepolderd en kwam het in het bezit van Hiëronymus Lauweryn, kanselier en schatbewaarder van Filips de Schone. Het dorp ligt in drie door Lauweryn aangelegde polders: de Jeronimuspolder, Sint-Christoffelpolder en de Sint-Annapolder. Het dorp werd in 1504 heropgebouwd door Lauweryn ("van Watervliet"), die ook de heerlijkheden Waterland en Waterdijk en de stad Philippine stichtte. Deze werden alle drie afhankelijk van Watervliet. Zijn nazaten bleven eigenaar van het dorp tot in 1719, toen de familie Massiet de fakkel overnam.
De bedoeling was dat Watervliet tot een havenstad zou uitgroeien, mede daarom is ook een grote kerk, de Onze-Lieve-Vrouw-Hemelvaartkerk, gebouwd. De plannen hiervoor werden nooit voltooid. Na de initiële aanvoer van bouwmaterialen voor de kerk, kende deze geen enkele groei en werd vrij snel opgegeven. Watervliet is sindsdien altijd een landbouwdorp gebleven.

## Demografische ontwikkeling
- Bronnen:NIS, Opm:1831 tot en met 1970=volkstellingen; 1976 = inwoneraantal op 31 december

## Bezienswaardigheden
- De dorpskern van Watervliet is gegroepeerd rond het centrale plein, het Stee, waarop zich een beschermde waterpomp, resten van de kademuur en een kiosk bevinden.
- De Onze-Lieve-Vrouw-Hemelvaartkerk met Nood Gods van de Meester van Frankfurt, opgenomen in de Vlaamse topstukkenlijst [1]
- De Fraukensmolen, een molenrestant

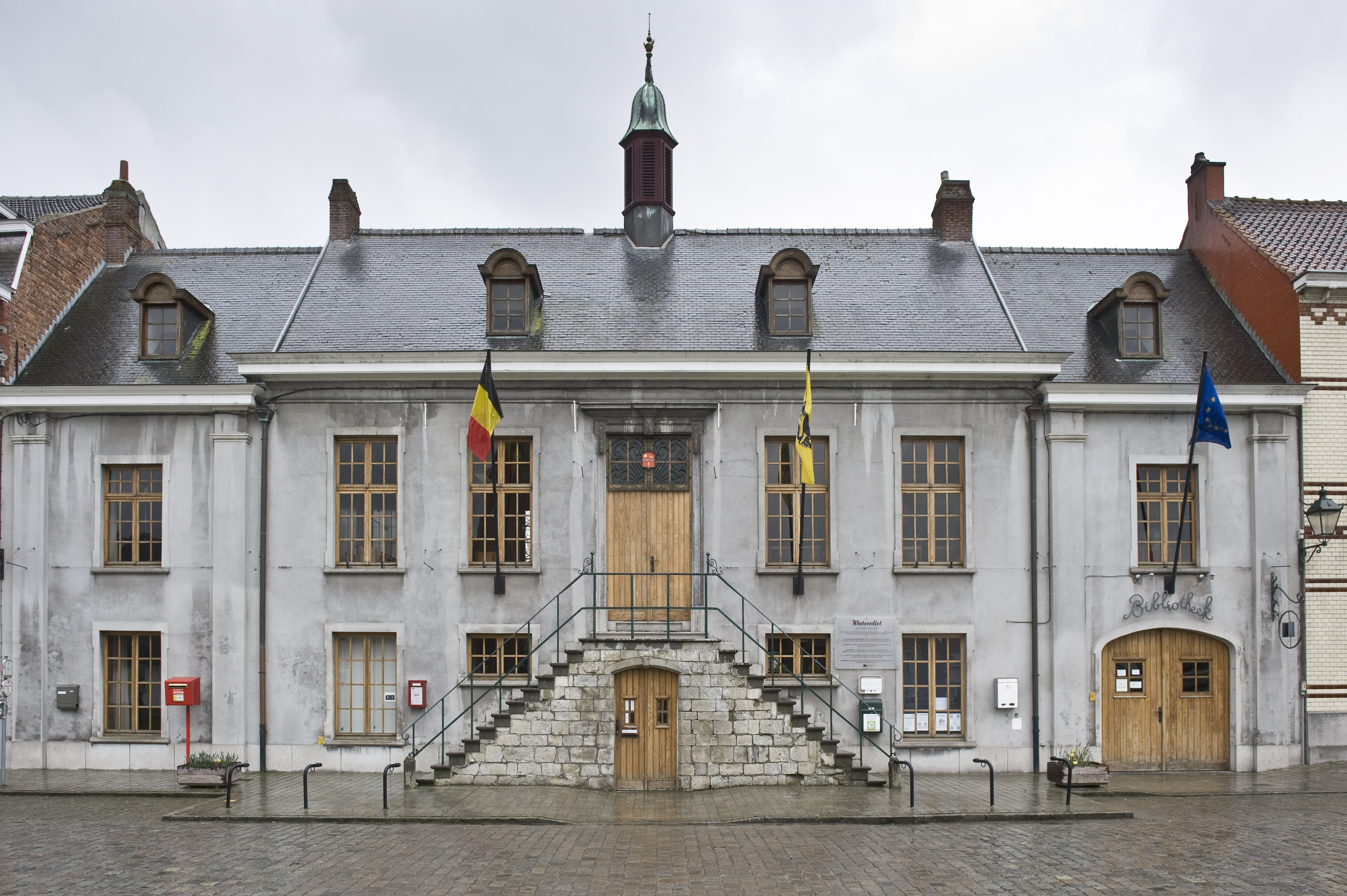
Gemeentehuis van Watervliet (frontaal gezien)
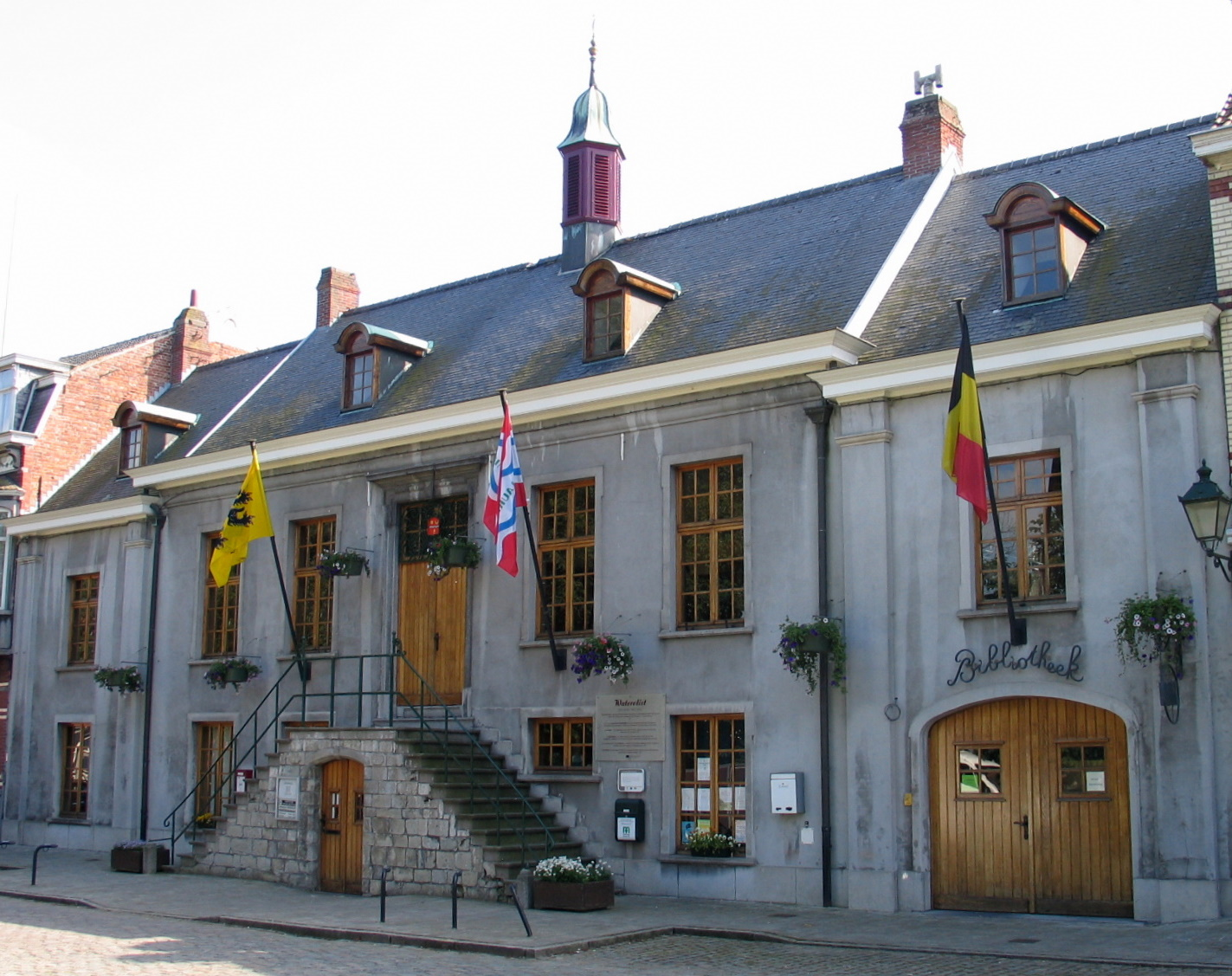
Gemeentehuis van Watervliet
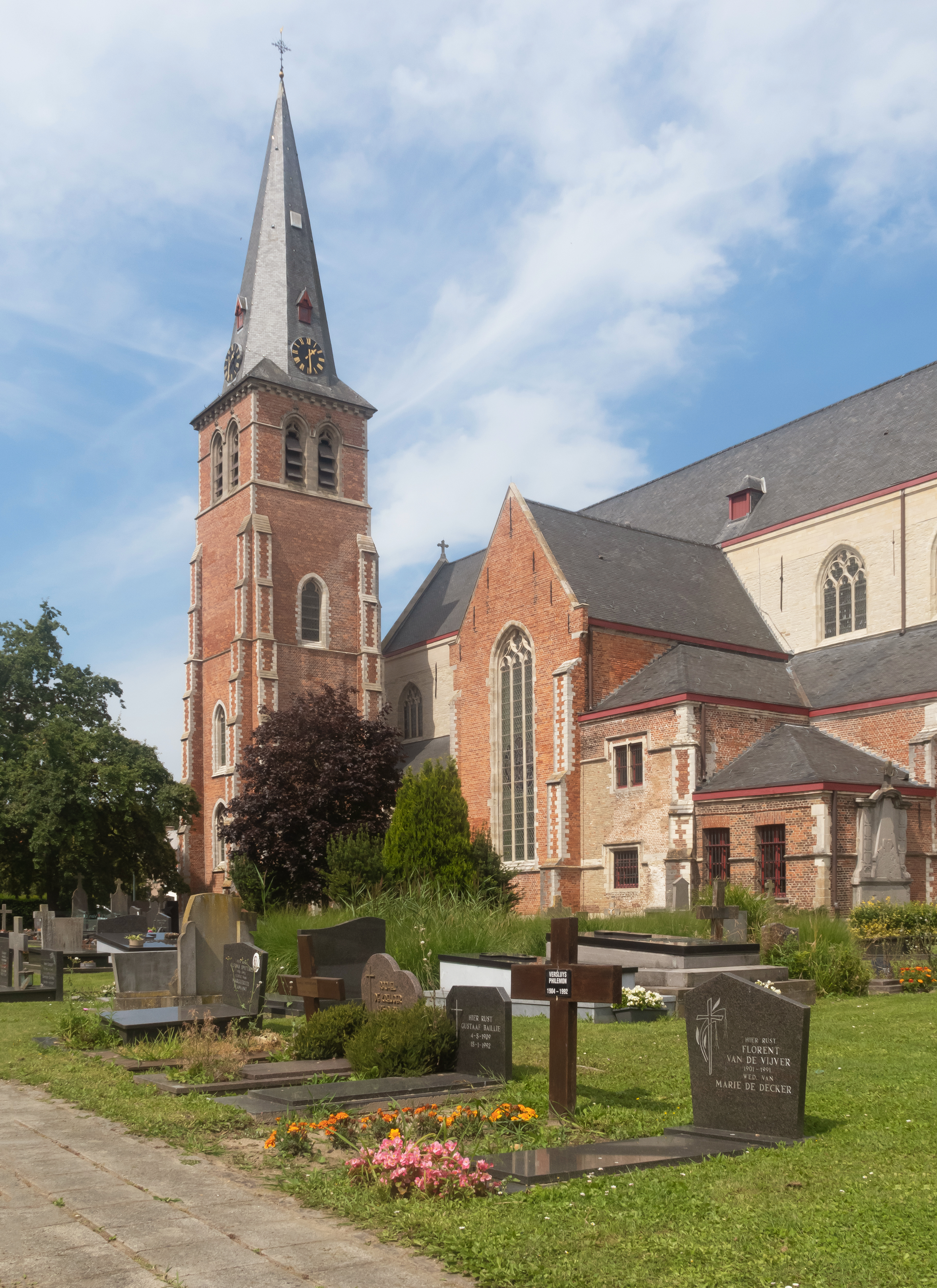
De Onze-Lieve-Vrouw Hemelvaartkerk
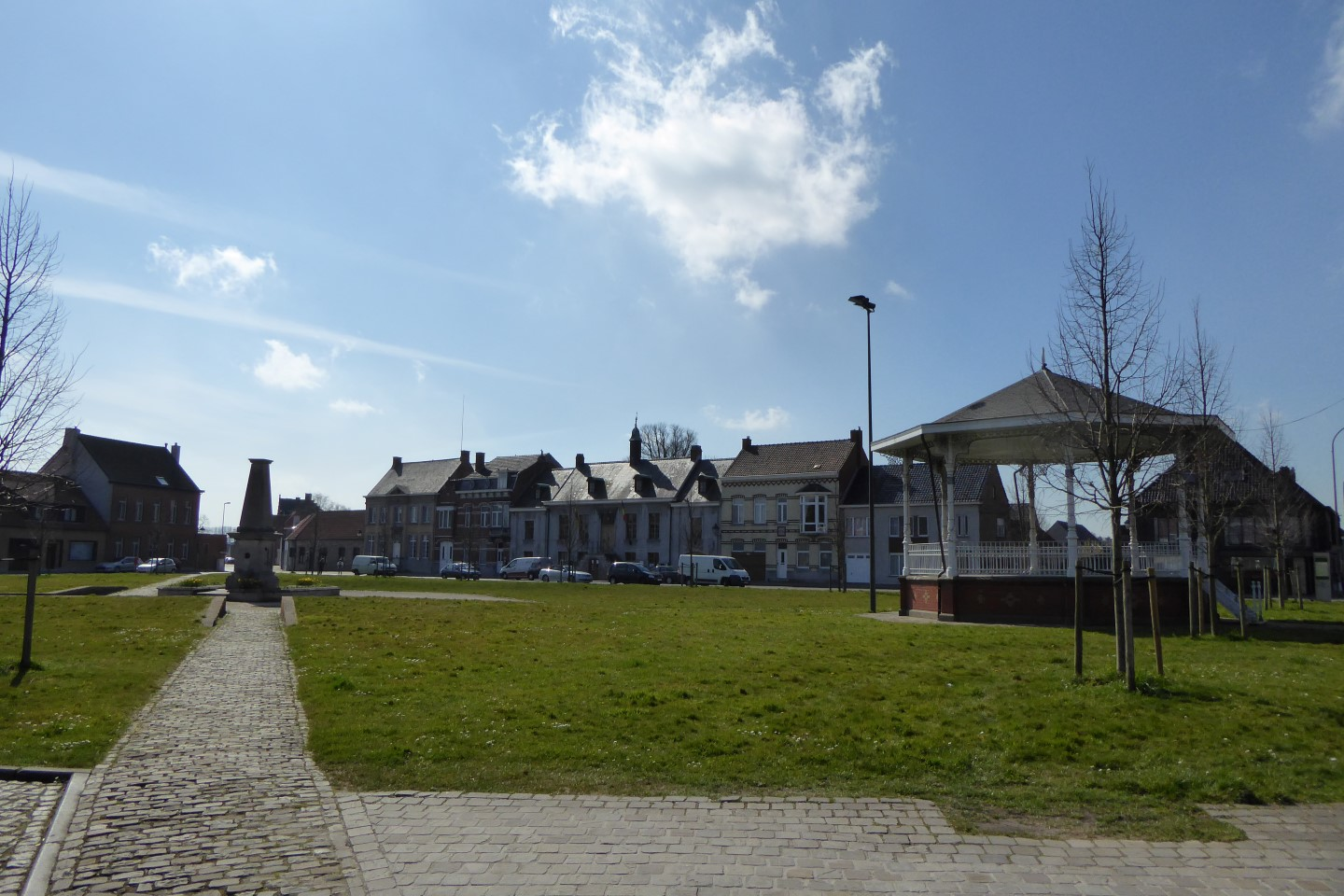
Het Stee met kiosk

## Natuur en landschap
Watervliet ligt in het Oost-Vlaams poldergebied op een hoogte van ongeveer 1,5 meter. Het wordt doorsneden door de N456 die Breskens met Gent verbindt. Ten zuiden van Watervliet bevindt zich het Leopoldkanaal. Een kreekrestant ten noordoosten van de kom is de Wolfskreek.

## Trivia
In de Verenigde Staten liggen ook nog twee plaatsen die Watervliet heten: Watervliet in New York en Watervliet in Michigan. Beide zijn gesticht door Vlaamse immigranten afkomstig uit Watervliet.

## Nabijgelegen kernen
Waterland-Oudeman, IJzendijke, Boekhoute, Sint-Jan-in-Eremo, Bentille
Deelgemeenten: Sint-Jan-in-Eremo · Sint-Laureins · Sint-Margriete · Waterland-Oudeman · Watervliet

Overige dorpen en gehuchten: Bentille · Boterhoek · Celie · Comer · Hondseinde · Maagd van Gent · Moershoofde · Moleke · Mollekot · Oudemanspolder · Veldzicht · Zonne

Belgische gemeenten · Arrondissement Eeklo · Oost-Vlaanderen · Vlaanderen